# New York Cosmos (2010)
New York Cosmos (ang. The New York Cosmos) – amerykański klub piłkarski z siedzibą w Nowym Jorku i jego okolicach. Swój inauguracyjny sezon w North American Soccer League rozegrał w sezonie 2013. Klub założony w sierpniu 2010 roku kontynuuje tradycje oryginalnego New York Cosmos, który istniał w latach 1971-1985 i grał w ówczesnej North American Soccer League, która przestała istnieć w 1984. Nowy Cosmos aspiruje do gry w Major League Soccer – najwyższym poziomie rozgrywkowym w USA i Kanadzie.
Klub ma w swoich strukturach wielu byłych piłkarzy zespołu: honorowym prezydentem jest Pelé, Shep Messing i Carlos Alberto to międzynarodowi ambasadorzy Cosmos, natomiast Giovanni Savarese jest pierwszym trenerem. W styczniu 2011 dyrektorem sportowym został Éric Cantona, a jego asystentem Cobi Jones.

## Historia
Oryginalny New York Cosmos, który istniał od 1971 do 1985 był największą firmą ówczesnej NASL, zarówno pod względem finansowym, jak i sportowym. W latach swojej świetności w zespole występowały gwiazdy światowej piłki, m.in.: Pelé, Franz Beckenbauer, Giorgio Chinaglia i Carlos Alberto. Po tym jak ekipa ta wygrała czterokrotnie w lidze, jasne stało się, że inne drużyny nie będą w stanie rywalizowały pod względem finansowym. Rok po tym, jak NASL przestało istnieć, taki sam los spotkał Cosmos.
Po rozwiązaniu dorosłej drużyny, jej ostatni główny menadżer Peppe Pinton kontynuował prowadzenie klubowych obozów dla młodzieży, które po raz pierwszy zorganizowano w 1977.. W czasach rozwoju MLS w latach dziewięćdziesiątych i dwutysięcznych różne zespoły z Nowego Jorku pytały o możliwość odkupienia praw do nazwy, herbu i barw. Zaawansowane rozmowy prowadziła ekipa MetroStars przed tym, jak w 2006 roku przyjęła nazwę New York Red Bulls.
Pinton był niechętny ku sprzedaży praw do nazwy zespołom grającym w MLS, wierząc w to, że władze ligi nie szanują historii i dziedzictwa Cosmos. W sierpniu 2009 roku Daily Mail poinformował o tym, że prawa do nazwy, herbu i tradycji Cosmosu nabył angielski deweloper Paul Kemsley, byłego wiceprezesa Tottenham Hotspur. Cena transakcji nie została ujawniona.
W zarządzie klubu są m.in.: angielski biznesmen Terry Byrne jako wiceprezes, a także były CEO Liverpoolu Rick Parry.
1 sierpnia 2010 roku podczas turnieju (Copa NYC) zorganizowanego na Flushing Meadows - Corona Park, ogłoszono reaktywację klubu, Prezydentem Honorowym Cosmosu Nowy Jork został Brazylijczyk Pelé.
W połowie stycznia 2011 dyrektorem sportowym zespołu został Éric Cantona, w przeszłości napastnik Manchesteru United, a jego asystentem został były reprezentant Stanów Zjednoczonych w piłce nożnej Cobi Jones. Jeszcze przed swoją śmiercią w 2012 roku międzynarodowym ambasadorem Cosmos został w przeszłości najlepszy strzelec orygnialnego zespołu, Giorgio Chinaglia.
Pierwszy mecz nowego Cosmos miał miejsce 5 sierpnia 2011 roku, kiedy to zespół z Nowego Jorku rozegrał towarzyskie spotkanie z Manchesterem United na Old Trafford, było to pożegnalne spotkanie Paula Scholesa. Trenerem na to spotkanie był Cantona, a sam zespół składał się głównie z zawodników drużyny U-23 i gości z całego świata.
12 lipca 2012 klub ogłosił, że rozpocznie rywalizację w NASL w połowie sezonu 2013, ale klub mimo to nadal będzie starał się o to, aby zagrać w MLS. 19 listopada tego samego roku trenerem pierwszej drużyny został Giovanni Savarese, natomiast miesiąc później, 11 grudnia pierwszym zawodnikiem dorosłej drużyny został Carlos Mendes

## Stadion
W lipcu 2012, kiedy ogłoszono decyzję o grze w NASL, The New York Times napisał, że Cosmos swoje mecze rozgrywać będzie na James M. Shuart Stadium, który jest częścią kampusu Hofstra University w Hempstead, około 20 mil (32 kilometry) na wschód od Nowego Jorku. Obiekt może pomieścić 15 tysięcy widzów i był domowym obiektem Cosmos w latach 1972–1973.

## Kibice
Główną grupą kibicowską Cosmos są Borough Boys, utworzona w 2007 roku, która początkowo skupiała się na promocji piłki nożnej w Nowym Jorku. Członkowie spotkali się pierwszy raz w październiku 2007 i zdecydowali się na obecną nazwę 17 listopada 2007, kiedy to odbyło się głosowanie. Pierwsze rozmowy z miastem o ewentualnej reaktywacji Cosmos kibice odbyli w początku 2008 roku. Kiedy w późnym 2009 roku Kemsley zakupił prawa do Cosmos, Borough Boys napisali otwarty list do nowego właściciela, dotyczył on tego, czy klub wystartuje w MLS. Właściciel zareagował natychmiast, mianując Borough Boys główną grupą nowego klubu. Od tego czasu grup ta jest ściśle powiązana z Cosmos.
Obecnie do zarejestrowanych fanów zespołu zalicza się około tysiąc osób z różnych warstw społecznych. Logo The Borough Boys używa kolorów Nowego Jorku - białego, niebieskiego i pomarańczowego, otoczone jest łukami Mostu Brooklińskiego. Grupa wykorzystuje też motto Eendraght Maeckt Maght, co z języka holenderskiego znaczy "Jedność tworzy siłę". Po tym, jak Borough Boys stali się oficjalną grupą kibicowską Cosmos, przyjęli nowe logo, które składa się ze skierowanej w lewą stronę czaszki, a także trzech łuków podobnych do tego z herbu zespołu w kolorze: zeilonym, żółtym i niebieskim.

## Zawodnicy

### Obecna kadra
Aktualne 30 sierpnia 2013
| Nr | Poz. | Piłkarz                 |
| -- | ---- | ----------------------- |
| 1  | BR   | Jimmy Maurer            |
| 2  | OB   | Hunter Freeman          |
| 3  | OB   | Hunter Gorskie          |
| 4  | OB   | Carlos Mendes (kapitan) |
| 5  | PO   | Joseph Nane             |
| 6  | OB   | Rovérsio                |
| 7  | PO   | Ayoze                   |
| 8  | PO   | Diomar Díaz             |
| 11 | NA   | Peri Marosevic          |
| 12 | BR   | Kyle Zobeck             |
| 13 | NA   | Sebastián Guenzatti     |
| 14 | PO   | Danny Szetela           |

| Nr | Poz. | Piłkarz                                        |
| -- | ---- | ---------------------------------------------- |
| 15 | OB   | Jimmy Ockford (wypożyczony z Seattle Sounders) |
| 16 | PO   | Dane Murphy                                    |
| 17 | NA   | Stefan Dimitrow                                |
| 18 | NA   | Mads Stokkelien                                |
| 19 | PO   | Marcos Senna                                   |
| 20 | NA   | Hans Denissen                                  |
| 21 | NA   | David Diosa                                    |
| 22 | NA   | Alessandro Noselli                             |
| 23 | OB   | Jimmy Nealis                                   |
| 25 | PO   | Hagop Chirishian                               |
| 27 | NA   | Jemal Johnson                                  |
| 30 | PO   | Paulo Ferreira-Mendes                          |

### Numery zastrzeżone
| Nr | Poz. | Piłkarz           |
| -- | ---- | ----------------- |
| 9  | NA   | Giorgio Chinaglia |
| 10 | NA   | Pelé              |

## Mecze
Inaugurujący mecz towarzyski
| 5 sierpnia 2011 14:30 ETD | Manchester United · Scholes 9' · Rooney 28' (pen.) · Anderson 50' · Welbeck 59' · Diouf 69', 74' | 6:0(2:0)Raport | New York Cosmos | Old Trafford, Manchester Widzów: 74 731 |
|                           |                                                                                                  |                |                 |                                         |

## Akademia
Klub jest właścicielem Cosmos Academy, która powstała w sierpniu 2010. Akademia współdziała z Blau Weiss Gottschee i mieści się w Queens. Grupy młodzieżowe rywalizują na różnych poziomach rozgrywkowych w hierarchii U.S. Soccer Development Academy, które stowarzyszają drużyny od U-9 do U-18. Wiosną 2011 aż trzech piłkarzy z Akademii zostało powołanych do Reprezentacji Stanów Zjednoczonych U-17, więcej niż z jakiegokolwiek klubu MLS.
Zachodnia akademia o nazwie Cosmos Academy West istniała przez rok od sierpnia 2010 do sierpnia 2011 w Pomonie, mieszczącej się około 27 mil (43 km) od Los Angeles. W końcówce 2010 roku Cosmos Academy West w rankingu Soccer America został wybrany trzecim najlepszym klubem młodzieżowym w USA i najlepszą tego typu organizacją w Kalifornii. Sześć miesięcy po tym, w lutym 2011, zakończona została ścisła współpraca z Los Angeles Futbol Club Cosmos Academy West została zamknięta w sierpniu 2011 roku, a jej zawodnicy włączeni zostali do akademii Chivas USA. Od tego czasu klub skupił się bardziej na działalności w okolicy Nowego Jorku.
Zgłoszenie Cosmos U-23 do USL Premier Development League (PDL), czwartego poziomu rozgrywkowego w USA, zostało zaakceptowane w maju 2011, a przewidywane dołączenie do rozgrywek przewidywane było na sezon 2012. W okresie przygotowawczym drużyna rozegrała kilka meczów towarzyskich z innymi ekipami z PDL w 2011 roku, a ekipa była trenowana przez Savarese, jednak ostatecznie drużyna nie przystąpiła do rozgrywek w 2012 roku.

## Władze klubu

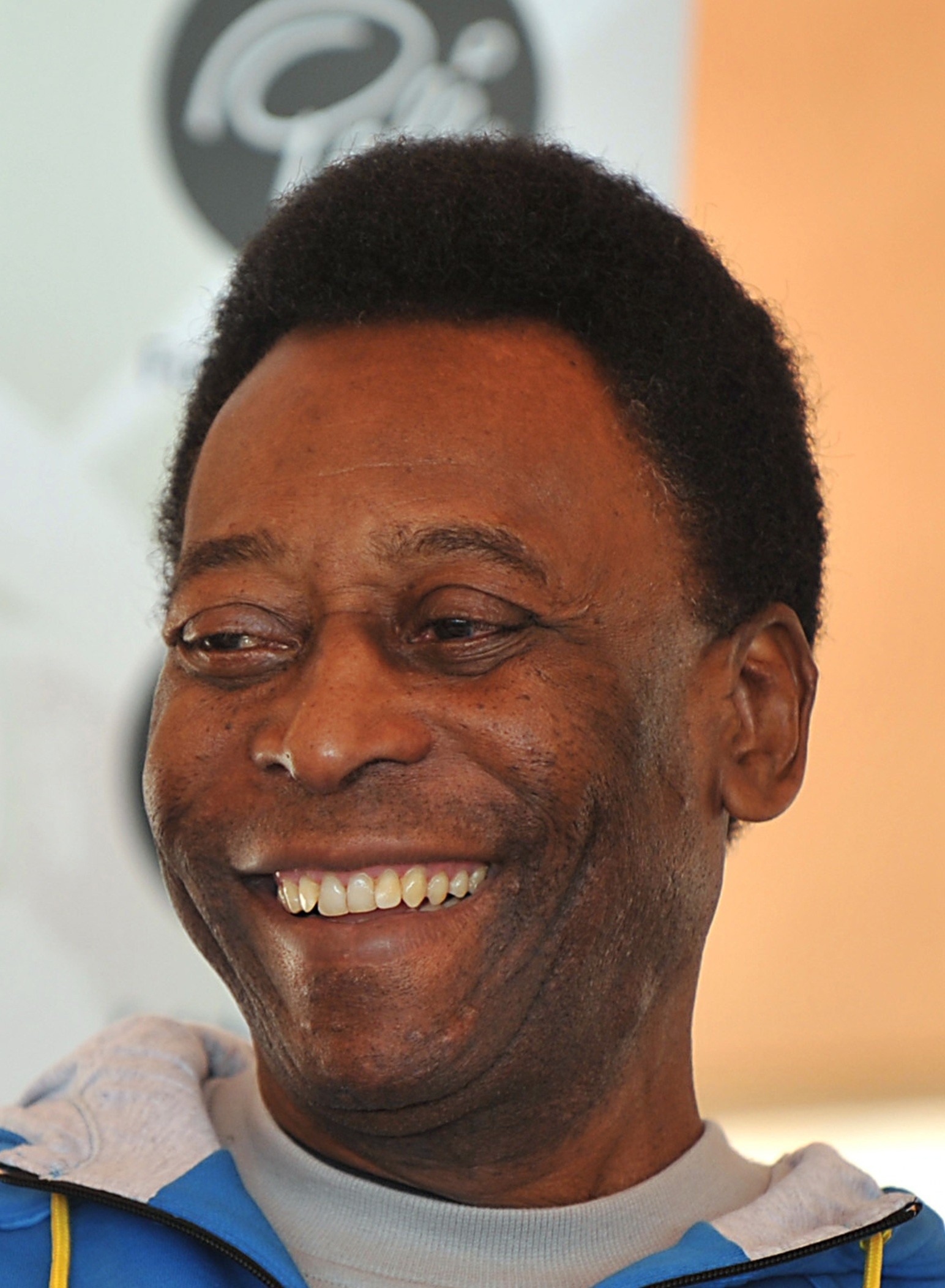
Zdjęcie Pelé w czerwcu 2010. W sierpniu tego samego roku został honorowym prezydentem klubu.

### Dyrektorzy
- Prezydent Honorowy: Pelé
- Prezes i CEO: Seamus O’Brien
- Dyrektor ds. operacyjnych: Erik Stover
- Międzynarodowi Ambasadorzy: Carlos Alberto, Shep Messing

#### Sztab szkoleniowy
- Dyrektor sportowy: Éric Cantona
- Asystent dyrektora sportowego: Cobi Jones
- Trener: Giovanni Savarese
- Asystent trenera: Alecko Eskandarian
- Asystent trenera: Carlos Llamosa
- Trener bramkarzy: Guillermo Valencia

#### Zespół zarządzający
- Kontroler finansów: Kevin Kletz
- Menadżer ds. marketingu: Sofia Sanchez
- Menadżer ds. social media: Chris Thomas

## Potencjalne dołączenie do MLS
Od czasów powrotu Cosmos w 2010, do MLS dołączyły trzy nowe drużyny Vancouver Whitecaps i Portland Timbers w 2011 oraz Montreal Impact w 2012. Dwudziesta drużyna do ligi najwcześniej dołączyć mogła w 2013. W kwietniu 2011 Newsday poinformowało, że zarząd MLS podjął decyzję o tym, że następny klub, który dołączy do ligi, powinien mieć swoją siedzibę w Nowym Jorku. W czerwcu 2011 Terry Byrne powiedział, że największym problemem w przypadku Cosmos jest brak nowoczesnego stadionu: "Liga chce, abyśmy zademonstrowali jej zdolność do zbudowania nowszego obiektu".
Cosmos zaczęli szukać odpowiedniego terenu pod swój stadion. W marcu 2011 było już wybranych około tuzin różnych lokalizacji w okolicach Queens, Bronx i Manhattanu. Liczba potencjalnych miejsc została zmniejszona do czterech: dwóch w Queens i po jednym w Brooklynie oraz przedmieściach Manhattanu.
Innym problemem jest fakt, że Cosmos nie jest póki co stać na MLS. Kiedy nowy klub po raz pierwszy chciał do niej dołączyć, wpisowe wynosiło $40 milionów, jednak pod koniec czerwca 2011 wzrosła aż do $70 milionów. Wzrost o aż 57% spowodowany jest kwotą zapłaconą przez Montreal. W tamtym czasie klub z Nowego Jorku negocjował też możliwość gry na tymczasowym obiekcie przez dwa lub trzy lata, jednak negocjacje ostatecznie nie zakończyły się korzystnie dla Cosmos.
W maju 2013 Major League Soccer ogłosiło, że dwudziestą drużyną ligi będzie inna drużyna z Nowego Jorku – New York City FC. W przeciwieństwie do Cosmos, NYCFC są nową ekipą, założoną wspólnie przez Manchester City i New York Yankees. Cosmos nie skomentowali tej decyzji, ale przewiduje się, że drużynie trudno będzie się przebić do MLS przed 2015. Seamus O’Brien zauważył jednak, że w Londynie istnieje aż czternaście profesjonalnych drużyn piłkarskich, więc Nowy Jork może mieć spokojnie trzy.